# Аммінадаб II
Аммінадаб II (*𐤌𐤍𐤃𐤁, д/н — бл. 590 до н. е.) — цар Аммону близько 620—590 років до н. е. Він згадується на написі на пляшці, розкопаній у Тель-Сірані в Йорданії.

## Життєпис
Син царя Гіссалела. Посів трон близько 620 року до н. е. З 616 року до н. е. починається процес поступового занепаду Новоассирійської імперії. До 612 року до н.е перестав сплачувати данину ассирійцям.
Проте наступ єгипетського фараона Нехо II у 610 році до н. е. змусив Аммінадаба II підкоритися Єгипту. Втім війська останнього протягом 609—606 років до н. е. було завдано поразок вавилонянами. 605 року до н. е визнав владу Нововавилонського царства, але суто номінально.
У 604 році до н. е. доєднався до антивавилонської коаліції на чолі із Єгиптом. Брав участь у війнах проти царя Навуходоносора II. Зумів зберегти самостійність від нього до самої смерті близько 590 року до н. е. Йому спадкував син Бааліш.